# رازمیان

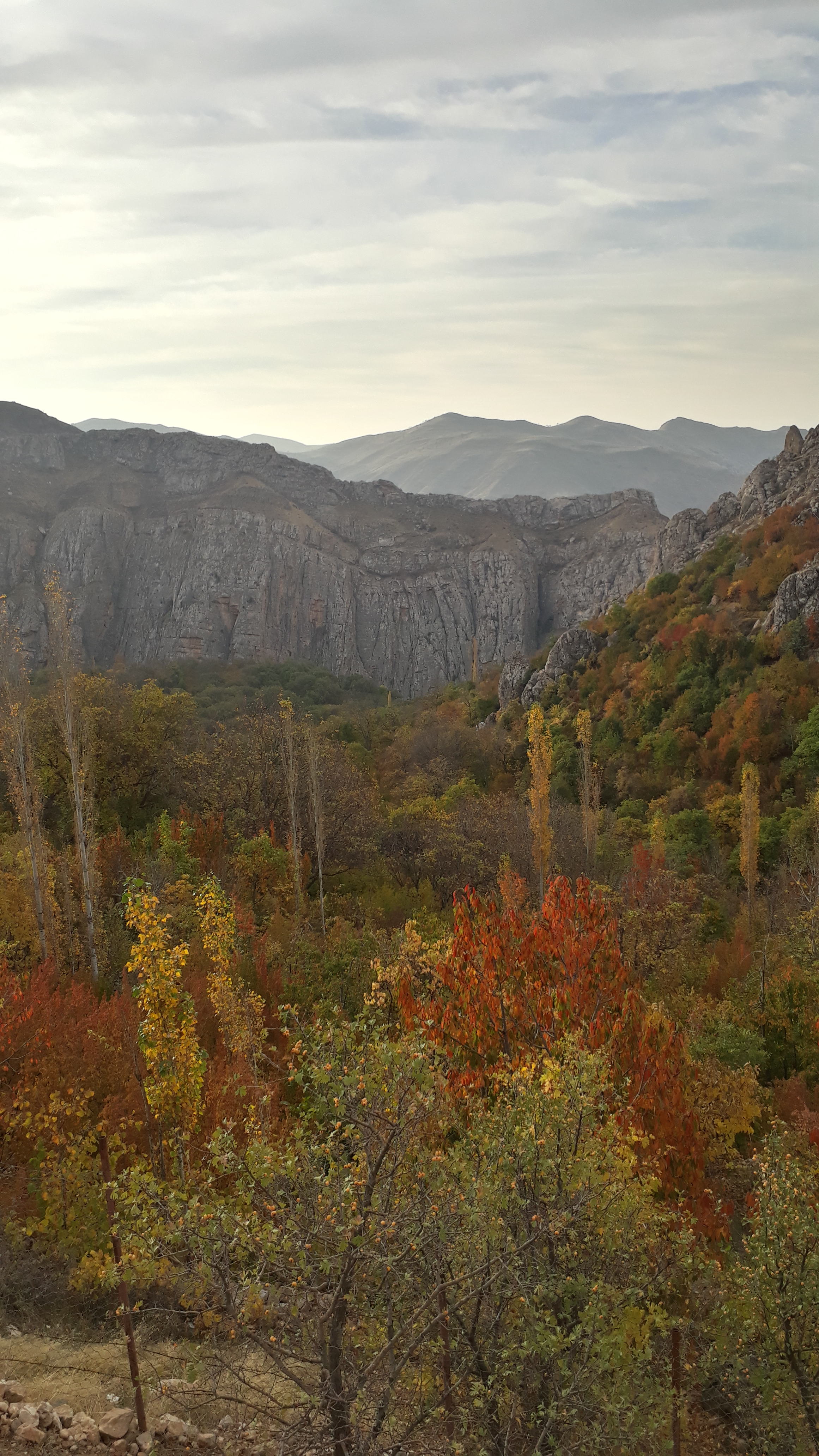
پاییز رازمیان به سمت هیر

رازمیان شهری است در بخش الموت غربی، شهرستان قزوین و استان قزوین و در کشور ایران. از همسایگان رازمیان می‌توان به بهرام آباد و شهرستان‌های علیا و سفلی و هیر اشاره نمود. این شهر طبق سرشماری سال ۱۳۹۵، ۱٬۲۵۳ نفر جمعیت دارد. مردم شهر رازمیان تات هستند و به گویش الموتی که گویشی از زبان تاتی است صحبت می‌کنند.

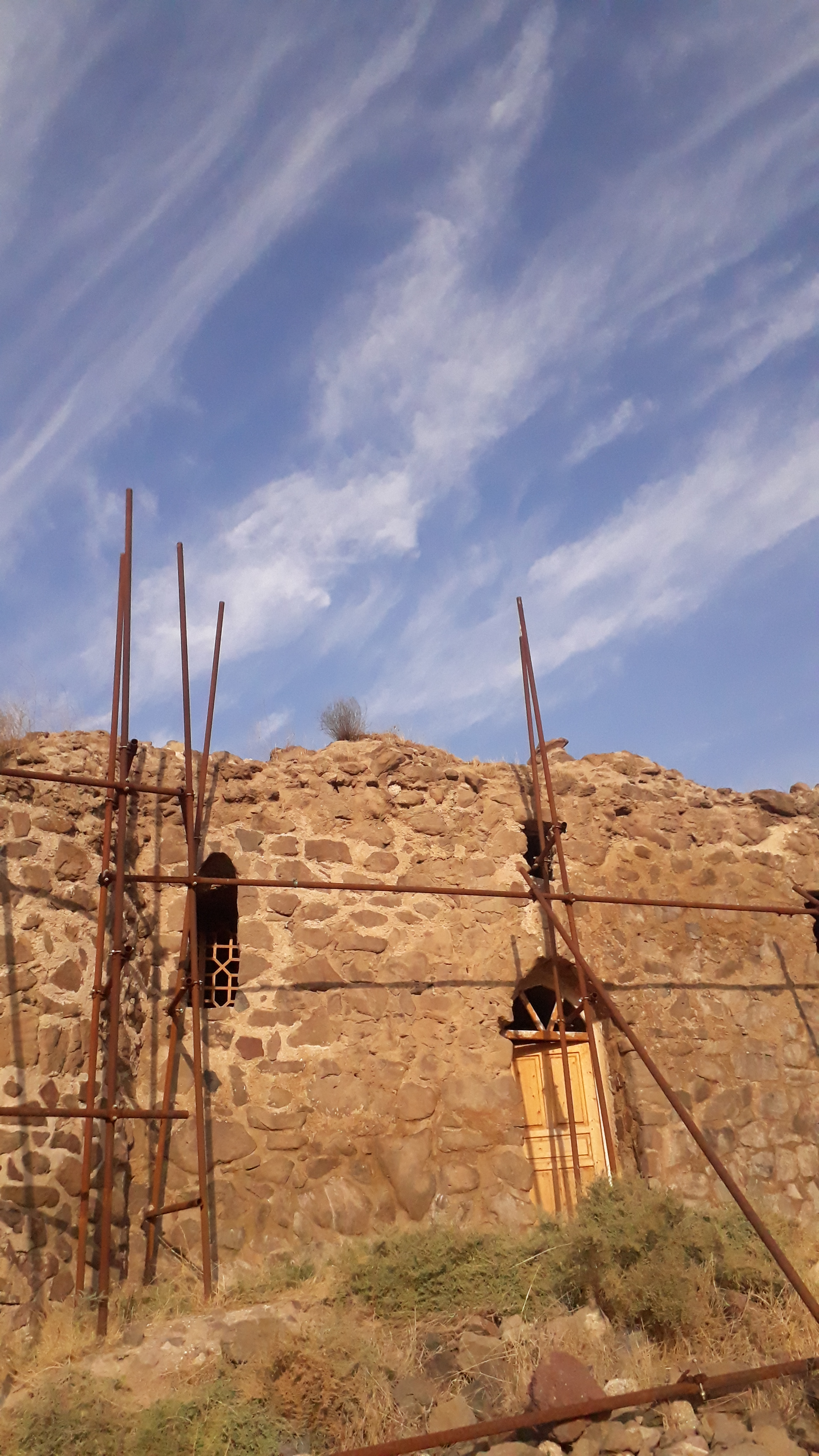
دژ لمسر در حال مرمت

راه دسترسی به این منطقه زیبا از پارک جنگلی باراجین و عبور از روستای زرشک و فلار و همچنین گذر از گردنه‌های پر پیچ و خم و مرتفع  کامان و همچنین رودخانه شاهرود می‌باشد.
بخش رودبار الموت غربی دارای ۱۲۱ روستا به مرکزیت رازمیان می‌باشد.
رازمیان شمالی‌ترین شهر استان قزوین می‌باشد همجوار با استان گیلان، پس از عبور از روستاهای هیر و ویار و طی مصافت یک ساعته به سمت شمال می‌توان به جنگلهای جواهرده استان گیلان رسید.
آب و هوای این منطقه معتدل کوهستانی و در ارتفاعات در بیشتر مواقع مه آلود و دارای بکرترین مناظر طبیعی می‌باشد. اما متأسفانه مسیر دسترسی به این شهر از جاده با آسفالت خوبی برخوردار نیست.
محصول اصلی زراعی این منطقه: خرمالو - فندق - گیلاس -آلبالو می‌باشد.

## وجه تسمیه
رازمیان در زبان تاتی و گویش رامسری به رازِ میان تلفظ می‌شود. رازِ میان به معنای 'در بین راز' می‌باشد.

## دژ لمبسر
دژ لمسر قلعه مستحکم اسماعیلیان در ۳ کیلومتری شمال شرقی شهر رازمیان - مرکز بخش رودبار الموت غربی - و بر سر راه روستای توریستی «هیر» قرار دارد. دره‌های عمیق نینه رود و لمه دسترسی به آن را از شرق و غرب غیرممکن ساخته‌اند و تنها از دو دروازه شمالی و جنوبی می‌توان به دژ وارد شد. شیب کوه که از شمال به جنوب کشیده شده و اختلاف دو سطح آن به ۱۵۰ متر می‌رسد حدود ۴۸۰ متر طول دارد و پهنای قلعه بیش از ۱۹۰ متر است، این موارد شرایط استثنایی برای دژ به وجود آورده که موجب تسخیر ناپذیر خواندن این قلعه شده‌است.[۳]
این قلعه که در بخش الموت غربی واقع گردیده مهم‌ترین مقر برای دفاع از الموت در برابر هجوم از سوی غرب بود.

## محصولات زراعی
به دلیل حاصل خیزی خاک و همچنین همجواری با رودخانه پرآب نینه رود برنج محصول اصلی منطقه رازمیان می‌باشد، در سال ۹۴ بیش از ۷۰۰ تن برنج از این شهر برداشته شد
محصولاتی همچون گیلاس خرمالو و گردو نیز جز زراعت اصلی مردم این منطقه است.

## شهرداری و رسیدگی
شهر رازمیان جزو شهرهای تاریخی با طبیعت بسیار زیبا در کشور است که دراین سالها با تأسیس شهرداری تحولات زیرساختی بسیاری را به خود دیده‌است، این شهر با طبیعت بکر و دلنشینی که دارد گرمترین نقطه استان قزوین می‌باشد که کاشت برنج در آن بسیار رواج دارد.